# يويتشيرو يتاموتو
يويتشيرو يتاموتو (باليابانية: 枝本 雄一郎) (6 أغسطس 1988 في فوجيساوا في اليابان – )؛ هو لاعب كرة قدم ياباني سابق كان يلعب كلاعب وسط.

## وصلات خارجية
- يويتشيرو يتاموتو على موقع رابطة كرة القدم اليابانية للمحترفين (اليابانية)
- يويتشيرو يتاموتو على موقع قاعدة بيانات كرة القدم.إي يو (الإنجليزية)
- يويتشيرو يتاموتو على موقع Soccerway.com (الإنجليزية)
- يويتشيرو يتاموتو على موقع عالم كرة القدم.نت (الإنجليزية)